# Derogonia pilipennis
Derogonia pilipennis är en insektsart som beskrevs av Victor Antoine Signoret 1854. Derogonia pilipennis ingår i släktet Derogonia och familjen dvärgstritar. Inga underarter finns listade i Catalogue of Life.